# Гельмут Дорнер
Гельмут Дорнер (нім. Helmut Dörner; 26 червня 1909 — 11 лютого 1945) — німецький офіцер, учасник Другої світової війни, оберфюрер, кавалер Лицарського хреста з дубовим листям та мечами.

## Друга світова війна
В жовтні 1939 року Дорнер перейшов зі служби в поліції (мав звання гауптмана поліції) в Поліцейській дивізії СС (SS-Polizei-Division — була сформована з професійних поліцейських, але використовувалася як звичайна фронтова дивізія). У званні гауптштурмфюрера (гауптмана) був призначений командиром роти протитанкового батальйону.
Брав участь у Французькій кампанії (1940), нагороджений Залізними хрестами обох ступенів. На початку 1941 року призначений командиром стрілецької роти в тій же дивізії.
З червня 1941 року брав участь в німецько-радянській війні, дивізія наступала на Ленінградському напрямку. У серпні був поранений, у жовтні — отримав знак за піхотні атаки, в грудні 1941 — нагороджений Золотим німецьким хрестом.
З січня 1942 — командир батальйону, з квітня — штурмбаннфюрер (майор), у травні 1942 — нагороджений Лицарським хрестом.
Навесні 1943 року пройшов навчання на тактичних курсах мобільних військ в Парижі. З квітня 1943 — оберштурмбанфюрер (підполковник), командир 8-го гренадерського полку СС. В кінці 1943 року дивізія була переведена з Ленінградського фронту в північну Грецію.
З квітня 1944 — Дорнер у званні штандартенфюрера (полковник). 16 серпня — 22 серпня 1944 року Гельмут Дорнер командував 4-ю поліційною танково-гренадерською дивізією СС. У вересні дивізія була перекинута в Трансільванію, в жовтні 1944 — в Угорщину. У листопаді Дорнер за бої в Угорщині нагороджений Дубовим листям до Лицарського хреста.
15 січня 1945 — одержав звання оберфюрер. За бої в Будапештському котлі — 30 січня 1945 року нагороджений Мечами (№ 129) до Лицарського хреста з Дубовим листям. 11 лютого 1945 — загинув у бою в Будапешті.

## Нагороди
- Знак Німецької асоціації порятунку життя в бронзі
- Медаль «За вислугу років у поліції» 3-го ступеня (8 років)
- Залізний хрест
  - 2-го класу (16 червня 1940)
  - 1-го класу (19 червня 1940)
- Нагрудний знак «За поранення» в чорному (15 серпня 1941)
- Штурмовий піхотний знак в сріблі (2 жовтня 1941)
- Німецький хрест в золоті (24 грудня 1941)
- Лицарський хрест Залізного хреста з дубовим листям і мечами
  - лицарський хрест (15 травня 1942)
  - дубове листя (№650; 16 листопада 1944)
  - мечі (№129; 1 лютого 1945)
- Медаль «За зимову кампанію на Сході 1941/42»
- Нагрудний знак ближнього бою в сріблі (24 грудня 1943)